# Wolfgang Lugmair
Wolfgang Lugmair (* 19. Juli 1976 in Dachau) ist ein deutscher Maler.

## Leben und Werdegang
Wolfgang Lugmair wuchs in Altomünster bei Dachau als ältester von drei Brüdern auf. Von 1998 bis 2005 absolvierte er ein Studium an der Akademie der Bildenden Künste in Karlsruhe bei Franz Ackermann, Horst Antes, Helmut Dorner und Corinne Wasmuht. Von 2012 bis 2013 begab er sich auf eine zwölfmonatige Reise, die ihn nach Mexiko, Kuba, Costa Rica, Peru, Ecuador und Bolivien führte, woran sich ein viermonatiger Arbeitsaufenthalt in Mexiko-Stadt anschloss. 2014 wurde er dann vom Herrenhaus Edenkoben für das Residenzstipendium ausgewählt, wonach die Zahl seiner Ausstellungen angestiegen ist.
Seit 2006 lebt Wolfgang Lugmair in Berlin, verbringt aber weiterhin viel Zeit in Mexiko. So dienen ihm die spezifischen Eigenheiten, Gemeinsamkeiten, aber auch Unterschiede zwischen Mexiko und Deutschland nicht nur als Inspirationsquelle, sondern vielmehr als Möglichkeit, die jeweiligen Charakteristika zu entschlüsseln und für seine Arbeiten neu zu interpretieren.
Von Mai bis Juni 2022 zeigte eine Ausstellung in der Kleinen Altstadtgalerie seiner Geburtsstadt Dachau auf Einladung des Verein Schere Stein Papier Werke von Wolfgang Lugmair sowie der mexikanischen Künstlerin Mónica Espinosa.

## Künstlerisches Wirken
Die Gruppenausstellungen der Berliner Galerie Kwadrat, zu deren festen Künstlerstamm Lugmair seit 2008 gehört, markierte den Beginn der öffentlichen Wahrnehmung von Lugmairs Werk. Es schlossen sich Ausstellungen in Karlsruhe, Gera, Kaiserslautern, in Mexiko-Stadt sowie in Kolumbien an.
Lugmairs Bildwelt ist von dezenten Tönen geprägt und zeigt vorwiegend Figuren, die Ruhe ausstrahlen und sich nicht in den Vordergrund drängen, sondern häufig am Rande des Bildes aufscheinen. Die Ölbilder sollen in sich wirken, der Vorder- und Hintergrund sowie der Bildraum werden frei von Schlacke und Funktionalität gestaltet. Lugmair beobachtet gerne Szenen aus dem Leben, die er dann in gefrorenen Momenten in seinen Bildern verarbeitet. Beliebte Motive sind Menschen im Alltag, in ihrer Umgebung, bei ihrer Arbeit oder beim Nichtstun. Lugmair hat sich seit den 2010er Jahren aber auch vermehrt großen Wandbilder gewidmet, die als Teil des Raumes, in dem sie ausgestellt sind, diesen mit einbeziehen und daher geplant und weniger spontan entstehen.
Mit Martin Kwade enthüllte Lugmair im Juli 2018 eine Wandmalerei Drei Uhr nachts und noch lange nicht hell (“Three O’clock at Night and a Long Time Until Dawn”) an der Galerie Kwadrat im Zuge der Eröffnung der Ausstellung TagNachtLuftWind (“DayNightAirWind”).

## Auszeichnungen
- 2012: Vorschlag Otto-Dix-Preis Gera[6]

## Ausstellungen (Auswahl)
- 2007: … und das Heute vergessen bis zum Morgen – Neocon Kaiserslautern
- 2008: Und beendet am liebsten im Sommer – FGS – Karlsruhe
- 2009: Vier Grad über Null – Kwadrat Berlin, You´re soaking in it – Glinkastraße Berlin
- 2011: Was wäre wenn… – Je länger je lieber Kaiserslautern (Gruppenausstellung)
- 2011: KW#6 – Kunstwerke Berlin (Gruppenausstellung)
- 2012: Wer tanzt mit wem woanders hin – Kwadrat Berlin
- 2014: Weiterlachen und nicht mehr zurück – Kwadrat Berlin Nicht um die ganze Welt – Herrenhaus Edenkoben
- 2015: Guerrero Negro – Espacio 201 – México D.F.
- 2016: Ansbach Contemporary – Ansbach (Gruppenausstellung)
- 2016: La naturaleza en un mundo feliz – Museo del Arte, Cali, Kolumbien (Gruppenausstellung)
- 2016: Groupshow – Apartment_19, Karlsruhe (Gruppenausstellung)
- 2016: Eins, zwei, dreieinhalb – Apartment 19 Karlsruhe Stadt, Land und schöner Himmel Kwadrat Berlin
- 2017: Auf unbekanntem Terrain – Museum Hurrle, Durbach (Gruppenausstellung)
- 2017: Weinosten 2 – Hilbertraum Reuterstraße, Berlin (Gruppenausstellung)
- 2017: Alles oder Immer – Schaufenster Berlin, Berlin (Gruppenausstellung)
- 2018: Wolfgang Lugmair. TagNachtLuftWind[7]
- 2020: Jedem sein Licht, Kwadrat Berlin (Einzelausstellung)[8]
- 2022: Da ist Luft, da ist Sonne, da sind Wolken (mit Mónica Espinosa) – Kleine Altstadtgalerie Dachau[9]